# Гакман Микола
Микола Гакман — Український буковинський педагог, громадський діяч. Делегат Головної Руської Ради від Буковини. Професор Чернівецького богословського інституту в середині ХІХ ст.
Помер 23 травня (4 червня) 1892 року[джерело?].